# 1506 Xosa
1506 Xosa (1939 JC) là một tiểu hành tinh vành đai chính được phát hiện ngày 15 tháng 5 năm 1939 bởi C. Jackson ở Johannesburg (UO).